# キックボクシング団体一覧
キックボクシング団体一覧（キックボクシングだんたいいちらん）は、キックボクシング、ムエタイ、シュートボクシングといったリング上で行われる立ち技格闘技の競技大会を統括・王座認定・興行などを行う団体の一覧表である。

## キックボクシング

### 興行団体
| イベント名                                             | 主な開催地域      | 設立   | 創設者                     | 代表                     | 主催および認定団体                       | 概要 |
| ------------------------------------------------------ | ----------------- | ------ | -------------------------- | ------------------------ | ---------------------------------------- | --- |
| 「MAGNUM」 「TITANS NEOS」 「SOUL IN THE RING」ほか    | 日本 東京都       | 1983年 | 伊原信一                   | 伊原信一                 | 新日本キックボクシング協会               | キックボクシングの創始者である野口修が設立した団体「日本キックボクシング協会」の系統を受け継ぐ団体として活動。日本プロスポーツ協会に加盟。江幡睦、江幡塁を輩出。                   |
| 「爆発シリーズ」 「冠鷲シリーズ」 「喝采シリーズ」ほか | 日本 東京都       | 1984年 | 石川勝将                   | 渡邉信久                 | 日本キックボクシング連盟（NKB）          | 「倒すか、倒されるか」をテーマとしている。歴代王者に須藤信充、竹村哲、蛇鬼将矢らがいる。                                                                                           |
| 「FIGHT FOR PEACE」 「激闘」 「鐵拳」ほか              | 日本 東京都       | 1985年 | 石川勝将                   | 菅原忠幸                 | マーシャルアーツ日本キックボクシング連盟 | 日本キックボクシング連盟の分裂により設立。 |
| 「SHOOT BOXING」 「S-cup」                             | 日本 東京都       | 1986年 | シーザー武志               | 緒形健一                 | シーザー・インターナショナル             | 立った状態での関節技を認めるルール。鈴木博昭、RENAらを輩出。 |
| 「K-1」                                                | 日本              | 1993年 | 石井和義                   | 大木知葉                 | K-1実行委員会                            | 全盛期は世界トップレベルの重量級選手が出場する大会であったが、経営難により2011年ごろより活動休止状態に入る。2014年から「K-1実行委員会」の運営による「新生K-1」として再始動。       |
| 「NJKF」 「CHALLENGER」 「DUEL」ほか                   | 日本 東京都       | 1996年 | 藤田眞                     | 坂上顕二                 | ニュージャパンキックボクシング連盟       | 全日本キックボクシング連盟の分裂により設立。歴代王者に久保優太、久保賢司、長島☆自演乙☆雄一郎らがいる。                                                                             |
| 「RISE」                                               | 日本 東京都       | 2003年 | 伊藤隆                     | 伊藤隆                   | RISEクリエーション                       | 那須川天心、白鳥大珠、田丸辰らを輩出。 |
| 「TRIBELATE」                                          | 日本 東京都       | 2003年 | 金野俊憲                   | 金野俊憲                 | 株式会社トライブレイト                   | 総合格闘技の試合も行われる。2025年2月に約7年ぶりに開催された。 |
| 「ACCEL」                                              | 日本 兵庫県       | 2004年 | 酒谷敏生                   | 長田聖司                 | アクセルプロモーション                   | キックボクシングルールが7割であるが、ラウェイルール、フルコンタクト空手ルール、MMAルールの試合も行う。                                                                             |
| 「CHAKURIKI」                                          | 日本 大阪府       | 2004年 | ノブ・ハヤシ               | ノブ・ハヤシ             | ドージョーチャクリキ・ジャパン           | オランダ・アムステルダムのキックボクシングジムの日本支部。 |
| 「HEAT」                                               | 日本 愛知県       | 2005年 | 志村民雄                   | 志村民雄                 | HEAT事務局                               | キックボクシングと総合格闘技の混合イベント。 |
| 「BRAVE」                                              | 日本 岩手県       | 2005年 | 細川英男                   | 細川英男                 | 東北格闘技連合会                         | アマチュア格闘技イベント。キックボクシング、グラップリング、総合格闘技を中心に、柔術、空手、ボクシングなど、あらゆる競技の試合を行う。                                             |
| 「Krush」                                              | 日本 東京都       | 2008年 | 全日本キックボクシング連盟 | 宮田充                   | Krush実行委員会                          | 「新生K-1」の始動に伴い、2014年よりK-1グループの興行として活動。 |
| 「ナイスミドル」                                       | 日本 東京都       | 2008年 | 大森敏範                   | 大森敏範                 | ナイスミドル実行委員会                   | 35歳以上の中年男性のためのキックボクシングイベント。 |
| 「S-BATTLE」                                           | 日本 愛知県       | 2009年 | 丹山命                     | 丹山命                   | S-BATTLE実行委員会                       | 建設会社「MAKOKEN」が運営する、空手、総合格闘技などの試合も行うプロ格闘技イベント。                                                                                                |
| 「DEEP☆KICK」                                          | 日本 大阪府       | 2009年 | 長島☆自演乙☆雄一郎         | 林裕人                   | DEEP☆KICK実行委員会                      | 総合格闘技イベント「DEEP」のキック部門。 |
| 「Bigbang〜統一への道〜」                              | 日本 東京都       | 2010年 | 谷山歳於                   | 谷山歳於                 | ビッグバンプロモーション                 | K-1ルールに類するルールに加え、肘打ちありルールも採用。 |
| 「エンフュージョン」                                   | オランダ ドイツ   | 2010年 | Edwin van Os               | Edwin van Os             | Ed/Bet B.V.                              | IT'S SHOWTIME設立者の1人であるEdwin van Osによって設立。 |
| 「ONE Championship」                                   | タイ シンガポール | 2011年 | チャトリ・シットヨートン   | チャトリ・シットヨートン | Group One Holdings Pte. Ltd.             | 総合格闘技団体であるが、2018年よりキックボクシングとムエタイを導入。 |
| 「GLORY」                                              | オランダ          | 2012年 | ピエール・アンデュラン     | ピエール・アンデュラン   | グローリー・スポーツ・インターナショナル | K-1の経営悪化を受けて設立され、IT'S SHOWTIMEを買収している。 |
| 「HoostCup」                                           | 日本 愛知県       | 2012年 | アーネスト・ホースト       | 土居龍晴                 | アーネスト・ホーストジムJAPAN            | |
| 「RESISTANCE」 「Join Forces」                         | 日本              | 2013年 | 橋本敏彦                   | 成田善一                 | JAPAN KICKBOXING INNOVATION              | マーシャルアーツ日本キックボクシング連盟の分裂により設立。与座優貴がプロデビュー戦を行った。                                                                                       |
| 「Kunlun Fight」                                       | 中国              | 2014年 | ジャン・フア               | ジャン・フア             | クンスン・メディア                       | 2016年にREBELSと合同興行を開催している。 |
| 「RIZIN」                                              | 日本              | 2015年 | 榊原信行                   | 榊原信行                 | ドリームファクトリーワールドワイド       | 主に総合格闘技であるが、キックボクシングの試合も行われている。競技会の主催として、団体の垣根を超えたマッチメイクを目指している。                                                   |
| 「KNOCK OUT」                                          | 日本 東京都       | 2016年 | キックスロード             | 山口元気                 | Def Fellow                               | 肘あり・肘無しの両ルールを採用している。2021年にREBELSと統合。鈴木千裕がキックボクサーとして出場している。                                                                         |
| 「KROSS×OVER」                                         | 日本 埼玉県       | 2017年 | 坂本光広                   | 島村直希                 | KROSS×OVER実行委員会                     | ムエタイ、総合格闘技の試合も行われる。 |
| 「Stand up」                                           | 日本 東京都       | 2019年 | 寺戸伸近                   | 寺戸伸近                 | Stand up実行委員会                       | 若手プロ選手およびアマチュア選手の育成を目的とした大会。 |
| 「CHALLENGER」 「KICK Insist」                         | 日本 東京都       | 2019年 | 長江國正                   | 小泉猛                   | ジャパンキックボクシング協会             | 新日本キックボクシング協会の分裂により設立。名高･エイワスポーツジムが2度出場している。                                                                                             |
| 「BreakingDown」                                       | 日本 東京都       | 2021年 | 朝倉未来                   | 朝倉未来                 | BreakingDown株式会社                     | オーディション制度を導入した1分1ラウンドルールのアマチュア格闘技イベント。現役のプロ格闘家も出場。総合格闘技、ベアナックルルールの試合も行う。                                     |
| 「NARIAGARI」                                          | 日本 大阪府       | 2022年 | 皇治                       | 皇治                     | NARIAGARI実行委員会                      | オーディション制度を導入した3分1ラウンドルールの格闘技イベント。BreakingDownの模倣であることを認めつつ、格闘技で成り上がりたいと思っている応募者を選出することに主眼を置いている。 |
| 「FIGHT CLUB」                                         | 日本 東京都       | 2023年 | YA-MAN                     | YA-MAN                   | FIGHT CLUB実行委員会                     | オープンフィンガーグローブのキックボクシングイベント。RISEクリエーションの協力で開催。                                                                                             |
| 「原点回帰」 「SAMURAI WARRIORS」                      | 日本 東京都       | 2024年 | 栗芝貴                     | 栗芝貴                   | 全日本キックボクシング協会               | 元・新日本キックボクシング協会、元NKBのジムなどが加盟。ヒジ打ち、組んでからのヒザ有りのルール。                                                                                    |
| 「STRIKE NEXUS」                                       | 日本 東京都       | 2024年 | 山田峻平                   | 山田峻平                 | ワンインターナショナル                   | 総合格闘技団体であるFighting NEXUSのキックボクシング部門。 |

### 統括団体
- 国際キックボクシング連盟（略称、IKF）
- 国際競技空手協会（略称、ISKA）
- 世界キックボクシング団体協会（略称、WAKO）
- 世界キックボクシング協会（略称、WKA）
- 世界キックボクシング連盟（略称、WKF）[41]

#### アマチュア
- 日本アマチュアキックボクシング連盟（略称、JAKF）
- 日本キックボクシングリーグ機構（略称、JKL）
- 全日本学生キックボクシング連盟（略称、UKF）[42]
- 国際キックボクシング・文化振興協会
- 全日本新空手道連盟

### 活動停止
- Bellator
- IKUSA
- IT'S SHOWTIME
- J-NETWORK[43]
- KICKBOXING ZONE
- Legacy Fighting Championship
- REBELS
- SAボクシング
- SUPERKOMBAT
- UKFジャパン[44]
- UN-JK連盟
- アジア太平洋キックボクシング連盟（略称、APKF）
- アジア・モエジップン連盟
- キック・ユニオン
- 全日本キックボクシング連盟（略称、AJKF)
- 天空キックボクシング協会
- 日本キックボクシング協会
- 日本プロキックボクシング連盟[45]
- 藤原祭り
- プロ空手協会（略称、PKA）
- SKKB[46]
- NAGOYAKICK[47]
- 日本格闘技キック連盟[48][49]
- 琉球かきだみし協会[50]
- 蹴拳[51]
- 日本ナックモエ連盟[52]

## ムエタイ

### 統括団体
- 世界ムエタイ評議会（略称、WMC）
- 世界プロムエタイ連盟（略称、WPMF）
- 世界ボクシング評議会ムエタイ（略称、WBC）
- 国際ボクシング連盟ムエタイ（略称、IBF）
- 国際アマチュアムエタイ連盟（略称、IFMA）
- 世界ムエタイ機構（略称、WMO）[53][注 1]

### ムエタイ競技場
- ラジャダムナン・スタジアム
  - ラジャダムナン・ワールド・シリーズ（略称、RWS）[54]
- ルンピニー・スタジアム
- ランシットスタジアム
- シンマナサック・スタジアム

### 興行団体
- S1
- THAI FIGHT
- ムエローク
- The Battle of Muaythai（略称、BOM）[55]
- スックワンキントーン[56]

### 活動停止
- M-1ムエタイチャレンジ[57]
- ジャパン・マーシャルアーツ・ディレクターズ
- ジャパン・プロフェッショナル・ムエタイ・コミッティ[58]
- 長野県ムエタイ連盟
- M-FIGHT[59]
- 日本ムエタイ協会（WMF-J）[60]
- 日本ムエタイ連盟[61]